# Егоров, Николай Петрович (учёный)
Николай Петрович Егоров (28 августа 1938, Москва — 14 июня 2022, Москва) — советский и казахстанский ученый, доктор сельскохозяйственных наук (1989), профессор (1992), академик НАН Казахстана (1992) и академик АСХН Республики Казахстан (1991). 

## Биография
В 1961 окончил Алматинский зооветеринарный институт (ныне КазГАУ), и аспирантуру Казахского НИИ животноводства (1966). 
Старший зоотехник-селекционер опытно-демонстрационной лаборатории «Пограничник» Сарканского района Талдыкорганской области (1961–1962), заведующий отделом областной опытной станции казахского птицеводства лаборатории «50 лет Казахской ССР» в Каскеленгском районе Алматинской области (1966–1969), заместитель директора по научной работе (1969–1976), директор (1976–1992), директор Казахского научно-исследовательского института птицеводства (1992–2000). С 2000 года — заведующий кафедрой этого же института.
Защитил докторскую диссертацию на тему «Способ повышения эффективности использования кормов при интенсивном производстве мяса птицы». Его основные научные работы посвящены правильному кормлению птиц в условиях жаркого климата южного региона Казахстана и республик Средней Азии, изучению взаимосвязи между факторами внешней среды и генотипом птиц. Егоров является автором 162 научных работ, в том числе 3 монографий.
Лауреат премии Совета Министров СССР.
Скончался 14 июня 2022 года.

## Сочинения
- Рекомендации но нормированию кормления сельскохозяйственной птицы, А., 1992;
- Использование сельскохозяйственной птицы в приусадебных и фермерских хозяйствах, А., 1997.